# Acraea encedana
Acraea encedana är en fjärilsart som beskrevs av Pierre 1976. Acraea encedana ingår i släktet Acraea och familjen praktfjärilar. Inga underarter finns listade i Catalogue of Life.